# Рогозенско съкровище
Рóгозенското съкровище е тракийско сребърно съкровище, открито в началото на 1986 година във врачанското село Рогозен. Това е най-голямото по своите размери съкровище, откривано на територията на България. Състои се от 108 фиали, 54 канички и 3 чаши, т.е. общо 165 предмета от сребро с висока проба, някои от които – позлатени. 
Поради различията в стила и изработката на съдовете се счита, че са произведени по различно време и различни места, което прави датировката на съкровището сравнително широка: от края на 6 до първата половина на 4 век пр.н.е.. Предполага се, че съкровището е било притежание на местен тракийски владетелски род от времето на най-големия разцвет и мощ на тракийската култура и тракийските държави на Балканския полуостров.
Голямата част от Рогозенското съкровище се съхранява в Регионален исторически музей във Враца, а 15 съда се намират на постоянен наем в Националния исторически музей в София.
Съкровището е открито на две части. Първата част, която се състои от 65 предмета, е открита случайно през есента на 1985 година от Иван Димитров в двора на къщата му. В продължение на 3 – 4 месеца дядо Иван не съобщава за откритото богатство поради страх от мисълта, че дворът му ще бъде разкопан от археолози и посевите му ще бъдат съсипани. Но в началото на януари 1986 г. той занася откритите предмети на тогавашния кмет на с. Рогозен Борис Драмкин. Кметът разбира, че това е наистина една много ценна находка и веднага се обажда в Регионалния исторически музей – Враца, за откритото имане. Археолозите Богдан Николов, Спас Машов и Пламен Иванов реагират веднага и в същия двор на 4 метра разстояние от първия куп откриват и останалите 100 предмета. Рогозенското съкровище е обявено за находката на века.
Съкровището тежи ок. 20 кг  , датирано от  VI и V в. пр. Хр.

### Автори и Притежание
Тъй като съдовете са с различен произход, те са имали и различни (предишни) собственици. Според Александър Фол, фиалата е притежание на цар Котис (383 - 359 г. пр. н. е.). Върху няколко съда е изписано името на одриския цар Котис, а върху един – името на сина му Керсеблепт. В Рогозенските надписи са съобщени 6 имена на селища.
 

Надпис №29 съдържа (новия) тракийски антропоним Дислойас (в именителен падеж), име на майстора-торевт, който е направил фиалата. Предполага се, че фиалата произхожда от Беос, тракийски топоним, въведен с предлог за произход (към родителен падеж). Селищното име е с колеблива локализация, въпреки, че се споменава и в други надписи върху съдове от този период.
Другите имена, изписани по съдовете са: Απρος, Γηιστοι/-αι и Γειστοι/-αι, Εργίσκη (Ηργίσκη или Αργισκη или Εργίσκη) и Σαυθαβα. 
Всички надписи са "изработени" по два начина: с пунктир, или издълбани или надраскани с острие, но всички от различни ръце. 

### Изображения на богове и богини
1. Сред фиалите на съкровището е открита и една със сцена между жрицата Ауге/ Авги (ΑΥΓΗ) и прелъстяващия я Херакъл (ΔΗΛΑΔΗ).[1]
2. Каничка №155 представя богиня, яздеща четириного създание[4]. Присъстват и сцени, в които лъв напада елен. За Александър Фол[5], богинята е покровителка на животните и дивата природа, персонификация на хтоничното начало.
3. Каничка №158 е наречена "Богинята между кентаври". Композицията на каничката е структурирана в два фриза, разположени един над друг. Долният фриз на каничката представя сцена на паднал на колене бик, атакуван от по две кучета от всяка страна. Фигурата на бика е разположена точно под краката на богинята в горния фриз. Присъстват няколко "кентаври".[6]
4. Каничка №154 от Рогозенското съкровище представя битка между мъжка героична фигура и жена-воин. Досега в научната литература се срещат две основни мнения, относно това кои са действащите лица в сцената. Първата теория е предложена от Иван Маразов, който разглежда сцената като тракийски вариант на битката между Херакъл и Хиполита. Според него, Херакъл е представен като победен, а амазонката запазва своя социален статус на воин. Второто мнение принадлежи на Иван Венедиков, който вижда в противника на Херакъл фигурата на Аполон Дерайнос, покровител на траките в Абдера. Според Венедиков, Аполон Дерайнос побеждава Херакъл, защитавайки тракийските интереси по време на трибалското нашествие срещу града. Изобразената на каничката жена-воин се вписва в многобройните иконографски схеми на амазономахията. Тя е представена като пеши воин, което е характерно за този тип сцени още от 8 - 7 в. пр. Хр., както се вижда от вотивен керамичен щит от Тринт и множество чернофигурни вази от 6 в. пр. Хр. В много от тези паметници оръжието на амазонката е дълго копие, което често е насочено срещу Херакъл, подобно на някои атически чернофигурни вази, където фигурите на Херакъл и амазонката са в напрегнат двубой. Заедно с антагониста на Херакъл, в сцената присъстват грифон и протоме на кон, за които има множество теории. Облеклото на антагониста е къс хитон, закопчан на раменете с кръгли аграфи (закопчалки), по-типично за женски облекла.[7]

Важно е да се отбележи, че това са само четири от съдовете с божествени сцени и не представляват единствените примери.